# رابرت گوردون (نوازنده)
رابرت گوردون (انگلیسی: Robert Gordon؛ زادهٔ ۲۹ مارس ۱۹۴۷) یک موسیقی‌دان اهل ایالات متحده آمریکا است. وی از سال ۱۹۷۶ میلادی تاکنون مشغول فعالیت بوده‌است.
از فیلم‌های او می توان به بازی در بی‌عشق اشاره کرد.